# Хроника Иеронима
«Хро́ника» (лат. Chronicon/Temporum liber) — историческое сочинение Иеронима Стридонского. По большей части является переводом на латынь сочинения Евсевия Кесарийского, но в последнем разделе, охватывающим период с 325 по 378 год, составляет самостоятельный труд. Всё сочинение имеет задачей установить соответствие между так называемой «священной историей» и трудами языческих анналистов.
Летопись составлена в Константинополе в 380 году и является хронологией событий мифологии древней Греции, основанной на работах Евсевия Кесарийского, Аполлодора Афинского, Диодора Сицилийского и других эллинистических учёных. Иероним указывает дату взятия Трои — 1183 год до н. э., что соответствует археологическому слою Трои VII (тогда, как у Гомера падение Трои относится к 940 до н. э., а, согласно раскопкам, в это время Троя была уже полуразрушена и захвачена фригийцами).